# Guus Dräger
Gustav Karl (Guus) Dräger (Amsterdam, 14 december 1917 - Ouderkerk aan de Amstel, 24 mei 1989) was een Nederlands voetballer die zestien jaar in de hoogste klasse uitkwam voor DWS (vier seizoenen), Ajax (tien) en Stormvogels (twee). Hij was dertienvoudig international.
Guus Dräger was de zoon van Hans Paul Dräger en Petronella Dorlandt. Hij trouwde op 9 januari 1951 met Leonardina Petronella (Leoni) Peelen en had twee kinderen.

## Loopbaan
Dräger begon als jeugdspeler bij SDW en stapte op negentienjarige leeftijd in 1937 over naar DWS. Met zijn nieuwe club werd hij direct twee keer op rij (in 1938 en 1939) kampioen in de Eerste klasse van het district West I.
In 1941 ging hij voor Ajax voetballen. Met de Amsterdamse club werd hij in 1947 landskampioen. In de periode van 1941 tot 1952 speelde hij 203 wedstrijden, waarvan 174 competitieduels en 29 wedstrijden om de nationale titelstrijd. Hij wist hierin 83 maal tot scoren te komen.
Dräger maakte in 1952 samen met zijn ploeggenoot Eef Westers de overstap van Ajax naar Stormvogels. Hij sloot zijn spelersloopbaan in 1954 af bij  Stormvogels waarna hij voor amateurclub EVC uit Edam ging spelen.
Hij kwam, verdeeld over twee periodes, uit voor het Nederlands elftal. Hij speelde tussen 1939 en 1948 in totaal dertien interlands waarin hij vijf doelpunten scoorde. Voor het uitbreken van de oorlog in 1940 speelde hij als DWS'er zes keer voor Oranje. Na een onderbreking van zes jaar werd hij vanaf 1946 nog zeven keer als Ajax-speler opgesteld in het Nederlands elftal. 
In 1961 werd hij trainer bij BFC.

## Carrièrestatistieken
| Seizoen | Club            | Land            | Competitie            | Competitie      | Competitie      | Beker           | Beker           | Internationaal  | Internationaal  | Overig          | Overig          | Totaal          | Totaal          |
| Seizoen | Club            | Land            | Competitie            | Wed.            | Dlp.            | Wed.            | Dlp.            | Wed.            | Dlp.            | Wed.            | Dlp.            | Wed.            | Dlp.            |
| ------- | --------------- | --------------- | --------------------- | --------------- | --------------- | --------------- | --------------- | --------------- | --------------- | --------------- | --------------- | --------------- | --------------- |
| 1937/38 | DWS             | Nederland       | Eerste klasse West I  | 18              | 8               | –               | 0               | 0               | 0               | 8               | 2               | 26              | 10              |
| 1938/39 | DWS             | Nederland       | Eerste klasse West I  | 18              | 9               | –               | 0               | 0               | 0               | 8               | 6               | 26              | 15              |
| 1939/40 | DWS             | Nederland       | Eerste klasse West I  | 17              | 6               | –               | 0               | 0               | 0               | 0               | 0               | 17              | 6               |
| 1940/41 | DWS             | Nederland       | Eerste klasse West I  | 11              | 3               | –               | 0               | 0               | 0               | 0               | 0               | 11              | 3               |
| 1941/42 | Ajax            | Nederland       | Eerste klasse West I  | 18              | 3               | –               | 0               | 0               | 0               | 0               | 0               | 18              | 3               |
| 1942/43 | Ajax            | Nederland       | Eerste klasse West II | 18              | 9               | –               | 0               | 0               | 0               | 0               | 0               | 18              | 9               |
| 1943/44 | Ajax            | Nederland       | Eerste klasse West II | 18              | 9               | –               | 0               | 0               | 0               | 0               | 0               | 18              | 9               |
| 1944/45 | Geen competitie | Geen competitie | Geen competitie       | Geen competitie | Geen competitie | Geen competitie | Geen competitie | Geen competitie | Geen competitie | Geen competitie | Geen competitie | Geen competitie | Geen competitie |
| 1945/46 | Ajax            | Nederland       | Eerste klasse West I  | 20              | 17              | –               | 0               | 0               | 0               | 10              | 7               | 30              | 24              |
| 1946/47 | Ajax            | Nederland       | Eerste klasse West I  | 18              | 6               | –               | 0               | 0               | 0               | 10              | 8               | 28              | 14              |
| 1947/48 | Ajax            | Nederland       | Eerste klasse West I  | 17              | 2               | –               | 0               | 0               | 0               | 0               | 0               | 17              | 2               |
| 1948/49 | Ajax            | Nederland       | Eerste klasse West I  | 20              | 6               | –               | 0               | 0               | 0               | 0               | 0               | 20              | 6               |
| 1949/50 | Ajax            | Nederland       | Eerste klasse West II | 18              | 7               | –               | 0               | 0               | 0               | 9               | 5               | 27              | 12              |
| 1950/51 | Ajax            | Nederland       | Eerste klasse B       | 20              | 3               | –               | 0               | 0               | 0               | 0               | 0               | 20              | 3               |
| 1951/52 | Ajax            | Nederland       | Eerste klasse B       | 7               | 1               | –               | 0               | 0               | 0               | 0               | 0               | 7               | 1               |
| 1952/53 | Stormvogels     | Nederland       | Eerste klasse B       | 14              | 2               | –               | 0               | 0               | 0               | 0               | 0               | 14              | 2               |
| 1953/54 | Stormvogels     | Nederland       | Eerste klasse A       | 11              | 1               | –               | 0               | 0               | 0               | 0               | 0               | 11              | 1               |
| Totaal  | Totaal          | Totaal          | Totaal                | 263             | 92              | 0               | 0               | 0               | 0               | 45              | 28              | 308             | 120             |